# Filipy (Przasnysz)
Pour les articles homonymes, voir Filipy.
Filipy (prononciation : [fiˈlipɨ]) est un village polonais de la gmina de Krasne dans le powiat de Przasnysz de la voïvodie de Mazovie dans le centre-est de la Pologne.
Il se situe à environ 6 km à l'ouest de Krasne (siège de la gmina), 12 km au sud de Przasnysz (siège du powiat) et à 79 km au nord de Varsovie (capitale de la Pologne).

## Histoire
De 1975 à 1998, le village appartenait administrativement à la voïvodie de Ciechanów.